# ヴェルデグリーン
ヴェルデグリーン（欧字名:Verde Green、2008年3月26日 - 2014年8月3日）は、日本の競走馬。主な勝ち鞍に2013年のオールカマー、2014年のアメリカジョッキークラブカップ。
馬名の由来は、「緑（伊）」＋冠名。半弟に2022年の京都2歳ステークスを制したグリューネグリーン（父：ラブリーデイ）がいる。

## 戦績
- 特記事項なき場合、本節の出典はJBISサーチ[3]

2010年12月25日、中山競馬場での2歳新馬戦でデビューし、1着。その後しばらくは若葉ステークスを挟んで500万下条件クラスでなかなか勝てず、2012年2月の東京競馬場での500万下条件戦でようやく2勝目を挙げる。1000万下条件クラスに昇級も2戦して勝てず500万下条件に降級し、降級後4戦目の2013年1月に3勝目を挙げると、1000万下条件の調布特別、1600万下条件の常総ステークスと特別戦を連勝して3連勝とした。3連勝の陰には、これまでよくなかった爪の状態が改善したことが挙げられている。重賞初出走となった新潟大賞典こそ10着に終わったが、秋初戦のオールカマーを9番人気で制して重賞ウイナーとなった。その後出走の天皇賞（秋）、有馬記念はそれぞれ8着、10着に終わったが、2014年初戦のアメリカジョッキークラブカップではサクラアルディート、フェイムゲームとの接戦をものにして重賞2勝目を挙げた。中山記念5着のあと短く休養し、次走に「メンバー手薄の可能性」と想定されていた宝塚記念に出走し、レースでは12頭立ての最下位に終わった。
宝塚記念後は放牧に出されていたが、8月2日に放牧先で腹痛を発症したため美浦トレーニングセンターの診療所に搬送されて翌3日に開腹手術が行われたが、腸全体が癌に侵された末期の状態だったため、予後不良と診断され死亡した。後半の主戦騎手だった田辺裕信や調教を担当していた調教助手の三野輪亮によれば、アメリカジョッキークラブカップ勝利後から筋肉の張りが落ちていく傾向があり、中山記念と宝塚記念の結果にも首を傾げていたものの、癌で死んだことによってようやく合点がいったという。管理していた相沢も死亡直後や後年の平松さとしの取材に「(癌を)我慢していた」と推測し、厩舎ゆかりのウメノファイバーの血統から出た重賞ウイナーの死を悼んだ。

## 競走成績
以下の内容は、JBISサーチ、netkeiba.comに基づく。
| 競走日     | 競馬場 | 競走名           | 格   | 距離（馬場）  | 頭 数 | 枠 番 | 馬 番 | オッズ （人気） | 着順 | タイム （上り3F） | 着差 | 騎手     | 斤量 （kg） | 1着馬（2着馬）         |
| ---------- | ------ | ---------------- | ---- | ------------- | ----- | ----- | ----- | --------------- | ---- | ----------------- | ---- | -------- | ----------- | ---------------------- |
| 2010.12.25 | 中山   | 2歳新馬          |      | 芝2000m（良） | 18    | 8     | 17    | 09.0（3人）     | 01着 | R2:06.4（34.8）   | -0.1 | 松岡正海 | 55          | （インプレザリオ）     |
| 2011.01.25 | 中山   | 若竹賞           | 500  | 芝1800m（良） | 13    | 2     | 2     | 09.4（5人）     | 02着 | R1:50.7（34.4）   | -0.0 | 松岡正海 | 56          | テイエムオオタカ       |
| 0000.02.20 | 東京   | セントポーリア賞 | 500  | 芝1800m（良） | 16    | 7     | 13    | 06.2（4人）     | 05着 | R1:48.4（34.4）   | -0.1 | 松岡正海 | 56          | ヒラボクインパクト     |
| 0000.03.20 | 阪神   | 若葉S            | OP   | 芝2000m（良） | 16    | 4     | 7     | 24.7（7人）     | 13着 | R2:01.6（37.4）   | -2.5 | 内田博幸 | 56          | ダノンミル             |
| 0000.09.24 | 中山   | 習志野特別       | 500  | 芝1600m（良） | 16    | 6     | 12    | 04.8（2人）     | 11着 | R1:34.9（34.7）   | -0.6 | 松岡正海 | 55          | サクラクローバー       |
| 0000.10.16 | 新潟   | 菅名岳特別       | 500  | 芝2000m（良） | 7     | 2     | 2     | 04.3（3人）     | 04着 | R2:04.2（34.5）   | -0.4 | 津村明秀 | 55          | ゴールドブライアン     |
| 0000.11.06 | 新潟   | 加治川特別       | 500  | 芝2000m（重） | 11    | 5     | 5     | 09.3（5人）     | 03着 | R2:02.2（34.0）   | -0.5 | 津村明秀 | 55          | エスカナール           |
| 2012.02.04 | 東京   | 4歳上500万下     |      | 芝1600m（良） | 16    | 2     | 4     | 03.7（1人）     | 01着 | R1:34.2（34.8）   | -0.1 | 津村明秀 | 57          | （ニシノマナザシ）     |
| 0000.03.04 | 中山   | 富里特別         | 1000 | 芝1800m（稍） | 10    | 6     | 6     | 04.4（2人）     | 09着 | R1:51.4（37.8）   | -1.7 | 松岡正海 | 55          | トーセンジャガー       |
| 0000.04.22 | 東京   | 石和特別         | 1000 | 芝1800m（良） | 9     | 5     | 5     | 10.3（4人）     | 09着 | R1:49.8（34.8）   | -1.1 | 津村明秀 | 57          | ルルーシュ             |
| 0000.10.06 | 東京   | 3歳上500万下     |      | 芝1800m（良） | 15    | 5     | 9     | 08.1（4人）     | 05着 | R1:47.1（34.3）   | -0.5 | 津村明秀 | 57          | スーパームーン         |
| 0000.10.21 | 東京   | 3歳上500万下     |      | 芝1600m（良） | 18    | 4     | 7     | 05.8（3人）     | 07着 | R1:34.0（34.8）   | -0.3 | 津村明秀 | 57          | ガーネットチャーム     |
| 0000.11.11 | 福島   | 3歳上500万下     |      | ダ1700m（良） | 15    | 6     | 11    | 11.3（4人）     | 12着 | R1:49.3（40.7）   | -1.9 | 津村明秀 | 57          | シャイニーダンディ     |
| 2013.01.12 | 中山   | 4歳上500万下     |      | 芝2000m（良） | 16    | 8     | 15    | 20.2（6人）     | 01着 | R2:01.8（34.8）   | -0.4 | 田辺裕信 | 57          | （リルバイリル）       |
| 0000.01.26 | 東京   | 調布特別         | 1000 | 芝1800m（良） | 11    | 3     | 3     | 06.7（3人）     | 01着 | R1:47.5（32.7）   | -0.0 | 田辺裕信 | 57          | （ジョングルール）     |
| 0000.03.24 | 中山   | 常総S            | 1600 | 芝2000m（良） | 11    | 8     | 10    | 03.4（2人）     | 01着 | R2:02.0（34.1）   | -0.1 | 田辺裕信 | 55          | （ジョングルール）     |
| 0000.05.05 | 新潟   | 新潟大賞典       | GIII | 芝2000m（良） | 16    | 1     | 1     | 10.2（5人）     | 10着 | R1:58.1（35.0）   | -1.2 | 田辺裕信 | 54          | パッションダンス       |
| 0000.09.22 | 中山   | オールカマー     | GII  | 芝2200m（良） | 16    | 6     | 12    | 38.0（9人）     | 01着 | R2:12.0（33.6）   | -0.0 | 田辺裕信 | 56          | （メイショウナルト）   |
| 0000.10.27 | 東京   | 天皇賞（秋）     | GI   | 芝2000m（良） | 17    | 8     | 17    | 38.7（7人）     | 08着 | R1:59.3（35.9）   | -1.8 | 田辺裕信 | 58          | ジャスタウェイ         |
| 0000.12.22 | 中山   | 有馬記念         | GI   | 芝2500m（良） | 16    | 1     | 2     | 37.4（8人）     | 10着 | R2:34.9（38.4）   | -2.6 | 田辺裕信 | 57          | オルフェーヴル         |
| 2014.01.26 | 中山   | AJCC             | GII  | 芝2200m（良） | 16    | 5     | 10    | 05.7（2人）     | 01着 | R2:14.0（38.4）   | -0.0 | 田辺裕信 | 57          | （サクラアルディート） |
| 0000.03.02 | 中山   | 中山記念         | GII  | 芝1800m（稍） | 15    | 1     | 1     | 16.7（7人）     | 05着 | R1:50.7（36.9）   | -0.9 | 田辺裕信 | 57          | ジャスタウェイ         |
| 0000.06.29 | 阪神   | 宝塚記念         | GI   | 芝2200m（良） | 12    | 7     | 9     | 64.1 (10人)     | 12着 | R2:16.1（36.6）   | -2.2 | 田辺裕信 | 58          | ゴールドシップ         |

## 血統表
| ヴェルデグリーンの血統          | ヴェルデグリーンの血統                            | ヴェルデグリーンの血統        | （血統表の出典）              | （血統表の出典）        |
| 父系                            | ゼダーン系                                        | ゼダーン系                    | ゼダーン系                    | [ § 2 ]                 |
| 父 ジャングルポケット 1998 鹿毛 | 父の父*トニービン Tony Bin 1983 鹿毛              | *カンパラ Kampala             | Kalamoun                      | Kalamoun                |
| 父 ジャングルポケット 1998 鹿毛 | 父の父*トニービン Tony Bin 1983 鹿毛              | *カンパラ Kampala             | State Pension                 |                         |
| 父 ジャングルポケット 1998 鹿毛 | 父の父*トニービン Tony Bin 1983 鹿毛              | Severn Bridge                 | Hornbeam                      | Hornbeam                |
| 父 ジャングルポケット 1998 鹿毛 | 父の父*トニービン Tony Bin 1983 鹿毛              | Severn Bridge                 | Priddy Fair                   |                         |
| 父 ジャングルポケット 1998 鹿毛 | 父の母*ダンスチャーマー Dance Charmer 1990 黒鹿毛 | Nureyev                       | Northern Dancer               | Northern Dancer         |
| 父 ジャングルポケット 1998 鹿毛 | 父の母*ダンスチャーマー Dance Charmer 1990 黒鹿毛 | Nureyev                       | Special                       |                         |
| 父 ジャングルポケット 1998 鹿毛 | 父の母*ダンスチャーマー Dance Charmer 1990 黒鹿毛 | Skillful Joy                  | Nodouble                      | Nodouble                |
| 父 ジャングルポケット 1998 鹿毛 | 父の母*ダンスチャーマー Dance Charmer 1990 黒鹿毛 | Skillful Joy                  | Skillful Miss                 |                         |
| 母 レディーダービー 2002 栗毛   | 母の父スペシャルウィーク 1995 黒鹿毛              | *サンデーサイレンス           | Halo                          | Halo                    |
| 母 レディーダービー 2002 栗毛   | 母の父スペシャルウィーク 1995 黒鹿毛              | *サンデーサイレンス           | Wishing Well                  |                         |
| 母 レディーダービー 2002 栗毛   | 母の父スペシャルウィーク 1995 黒鹿毛              | キャンペンガール              | *マルゼンスキー               | *マルゼンスキー         |
| 母 レディーダービー 2002 栗毛   | 母の父スペシャルウィーク 1995 黒鹿毛              | キャンペンガール              | レディーシラオキ              |                         |
| 母 レディーダービー 2002 栗毛   | 母の母ウメノファイバー 1996 鹿毛                  | サクラユタカオー              | *テスコボーイ                 | *テスコボーイ           |
| 母 レディーダービー 2002 栗毛   | 母の母ウメノファイバー 1996 鹿毛                  | サクラユタカオー              | アンジェリカ                  |                         |
| 母 レディーダービー 2002 栗毛   | 母の母ウメノファイバー 1996 鹿毛                  | ウメノローザ                  | *ノーザンディクテイター       | *ノーザンディクテイター |
| 母 レディーダービー 2002 栗毛   | 母の母ウメノファイバー 1996 鹿毛                  | ウメノローザ                  | ウメノシルバー                |                         |
| 母系(F-No.)                     | フラストレート(GB)系(FN:1-b)                      | フラストレート(GB)系(FN:1-b)  | フラストレート(GB)系(FN:1-b)  | [ § 3 ]                 |
| 5代内の近親交配                 | Northern Dancer 4 × 5 = 9.38%                     | Northern Dancer 4 × 5 = 9.38% | Northern Dancer 4 × 5 = 9.38% | [ § 4 ]                 |
| 出典                            | 1. 2. 3. 4.                                       | 1. 2. 3. 4.                   | 1. 2. 3. 4.                   | 1. 2. 3. 4.             |